# Ерто и Касо
Ѐрто и Ка̀со (на италиански: Erto e Casso; на фриулски: Nert e Cas, Нерт е Кас) е община в Северна Италия, провинция Порденоне, автономен регион Фриули-Венеция Джулия. Разположено е на 775 m надморска височина. Населението на общината е 389 души (към 2010 г.).
Общината се състои от две малки села, Ерто (Erto) и Касо (Casso), от които Ерто е административен общински център. Двете села са силно разрушени от цунами в Катастрофата във Вайонт в 9 октомври 1962 г.